# Пешё, Марк Николя Луи
Марк Николя Луи Пешё (фр. Marc Nicolas Louis Pécheux; 1769—1831) — французский военный деятель, дивизионный генерал (1813 год), барон (1808 год), участник революционных и наполеоновских войн. Имя генерала выбито на Триумфальной арке в Париже.

## Биография
Родился в семье торговца древесины Жана Луи Пешё (фр. Jean Louis Pécheux; ок.1736—1817) и его супруги Мари Деляттр (фр. Marie Louise Thérèse Delattre; ок.1741—).
Поступил на военную службу 17 августа 1792 года в 4-й батальон волонтёров департамента Эна, и был избран капитаном. Данный батальон в 1797 году был объединён посредством амальгамы с 41-й полубригадой линейной пехоты. Служил в Северной армии под командой генерала Дюмурье. 8 сентября 1792 года произведён в подполковники. 7 сентября 1799 года дослужился до звания полковника, и был назначен командиром 41-й полубригады линейной пехоты.
29 августа 1803 года возглавил 95-й полк линейной пехоты, который входил в состав пехотной дивизии Друэ Армии Ганновера. Принимал участие в Австрийской кампании 1805 года в составе 1-го армейского корпуса Великой Армии, отличился в сражении при Аустерлице, где в ходе боя нанёс большой урон кавалерии Русской гвардии, которая не смогла пробиться в его каре. Такую же доблесть и такие же таланты он проявил в Пруссии и Польше в 1806 и 1807 годах: при Шлайце, при Галле, где он опрокинул резерв принца Вюртембергского, при взятии Любека, в сражении при Шпандау и Фридланде, где его полк был в резерве. В сентябре 1808 года 95-й был направлен в Испанию, и Пешё отличился с самого начала кампании в битве при Эспиносе 11 ноября 1808, в сражении при Туделе, в захвате Мадрида, в сражениях при Альмарасе, Медельине, где он способствовал разгрому испанцев и при Талавере.
23 июня 1810 года произведён в бригадные генералы, и был назначен комендантом Хереса, который не покидал до конца 1811 года. Затем находясь при штабе участвовал в осаде Тарифы. 20 декабря 1811 года получил под своё начало 1-ю бригаду 3-й пехотной дивизии Армии Испании. Возглавлял левое крыло армии при осаде Кадиса. В сентябре 1812 года возглавил арьергард маршала Сульта при отступлении в Андалусию, с которым он разгромил в битве при Самунос-де-ла-Уэбра вражеский авангард.
30 мая 1813 года получил звание дивизионного генерала. 9 августа 1813 года был переведён в состав 13-го армейского корпуса в Гамбурге под начало маршала Даву. В сентябре 1813 года он покинул этот ганзейский город, чтобы отправиться в Магдебург со своей сильной дивизией в 8000 человек, с намерением вытеснить пруссаков с занимаемых ими позиций. Генерал граф Вальмоден, командующий пруссаков, благодаря перехваченным письмам, неожиданно атакует французов превосходящими силами. Вынужденный отступить в битве при Гёрде, Пешё сумел отступить в порядке, однако потерял все свои экипажи, а двое его адъютантов попали в плен. Осаждённый в Магдебурге в конце 1813 года, он оборонял город вплоть до падения Империи.
Во время «Ста дней» присоединился к Императору и 31 марта 1815 года возглавил 12-ю пехотную дивизию 4-го корпуса генерала Жерара Северной армии, сражался при Линьи и Вавре. После второй Реставрации был определён в резерв. В 1818 году был назначен королём командующим 12-го военного округа. 20 апреля 1820 года получил ту же должность в 16-м территориальном округе. С 4 ноября 1820 года по приказу военного министра занимался преобразованием департаментских легионов в полки. С января 1821 года находился в резерве. В 1823 году маршал Виктор, военный министр, доверил ему 12-ю пехотную дивизию 5-го армейского корпуса. Пешё участвовал в Испанской кампании под командой генерала Лористона. 8 января 1824 года оставил армию и вышел в отставку.
Умер 1 ноября 1831 года в Париже в возрасте 62 лет.

## Воинские звания
- Капитан (17 августа 1792 года);
- Подполковник (8 сентября 1792 года);
- Полковник (7 сентября 1799 года);
- Бригадный генерал (23 июня 1810 года);
- Дивизионный генерал (30 мая 1813 года).

## Титулы
- Барон Пешё и Империи (фр. baron Pécheux et de l'Empire; декрет от 19 марта 1808 года, патент подтверждён 22 ноября 1808 года)[2].

## Награды
Легионер ордена Почётного легиона (11 декабря 1803 года)
 Офицер ордена Почётного легиона (14 июня 1804 года)
 Коммандан ордена Почётного легиона (24 ноября 1808 года)
 Кавалер военного ордена Святого Людовика (20 августа 1814 года)
 Великий офицер ордена Почётного легиона (8 января 1824 года)